# Přídolí
Přídolí är en köping i Tjeckien.   Den ligger i regionen Södra Böhmen, i den södra delen av landet, 150 km söder om huvudstaden Prag. Přídolí ligger 671 meter över havet och antalet invånare är 574.
Terrängen runt Přídolí är kuperad åt sydväst, men åt nordost är den platt. Terrängen runt Přídolí sluttar norrut.Runt Přídolí är det ganska glesbefolkat, med 32 invånare per kvadratkilometer. Närmaste större samhälle är Český Krumlov, 4,2 km nordväst om Přídolí. I omgivningarna runt Přídolí växer i huvudsak blandskog.